# Sestrže
Sestrže – wieś w Słowenii, w gminie Majšperk. W 2018 roku liczyła 316 mieszkańców.